# Список умерших в 864 году

## Февраль
- 24 февраля — Эннин, японский монах, глава школы тэндай-сю.

## Сентябрь
- 13 сентября — Пьетро Традонико, 13-й венецианский дож (836—864)[1].

## Дата смерти неизвестна или требует уточнения
- Арно, граф Бордо (863—864), граф де Фезансак и герцог Васконии (864)[2].
- Ахмад ибн Асад, эмир Ферганы (819—864) и эмир Самарканда (842—864)[3].
- Вадим Храбрый, легендарный предводитель новгородцев, в 864 году, согласно легенде, восставших против князя Рюрика.
- Санш II Санше, граф Васконии (836—864), герцог Васконии (848/852—864)[2].
- Сергий I, герцог Неаполя (840—864), основатель местной династии, правившей герцогством вплоть до 1137 года.
- Трпимир I, хорватский князь (ок. 845—864)[4].